# نانسي شاكر
نانسي شاكر (بالإنجليزية: Nancy Shakir)‏ هي كاتِبة أمريكية، ولدت في 29 أغسطس 1939 في جيرسي سيتي في الولايات المتحدة، وتوفيت في 5 فبراير 2017 في فاييتفيل في الولايات المتحدة.